# Paul Mauriat
Paul Mauriat (Marsella, 4 de marzo de 1925-Perpiñán, 3 de noviembre de 2006) fue un director de orquesta francés, que se especializó en música ligera, conocido mayormente por realizar arreglos orquestales de música popular. Se dio a conocer con el éxito "El amor es azul", obra musical que ha pasado a ser uno de los grandes clásicos de música instrumental de todos los tiempos» («L'amour est bleu», del compositor André Popp y el autor Pierre Cour, canción que fue interpretada en francés por Vicky Leandros como representante de Luxemburgo en el Festival de la Canción de Eurovisión 1967), que fue número uno durante cinco semanas en las listas de los Estados Unidos en 1968. En los años 80 y años 90 fue un fenómeno de masas en el Extremo Oriente, especialmente en Japón.

## Biografía
Mauriat nació en 1925 en Marsella, Bouches-du-Rhône, Francia, donde pasó su infancia. Su padre era inspector de correos y le encantaba tocar el piano clásico y el violín. Mauriat empezó a tocar el piano entre los tres y los cuatro años, y su padre le dio clases de música cuando tenía ocho. En 1935, a los 10 años, se matriculó en el Conservatorio de Marsella para estudiar música clásica, pero a los 17 ya se había enamorado del jazz y la música popular.
Mauriat tuvo su primer trabajo como cartero, pero en 1942, cuando tenía 17 años, fue contratado como director de banda. Su banda de baile recorrió las salas de conciertos de toda Europa durante toda la década de 1940. Estuvo afincado en Marsella hasta 1958, cuando se trasladó a París. Mauriat se convirtió en el director musical de al menos dos conocidos cantantes franceses, Charles Aznavour y Maurice Chevalier, realizando giras con ambos. Arregló 135 canciones de Aznavour, incluyendo «La Bohème», «La mamma», y «Tu t'laisses aller», y trabajó con Aznavour hasta que se concentró en su propia carrera de giras y grabaciones en la década de 1960.
Además, dos de sus composiciones fueron éxitos en todo el mundo: "I will follow him" y "Mon Credo", interpretado por la famosa cantante francesa Mireille Mathieu, para quien significó el lanzamiento a su exitosa carrera como intérprete en Europa y resto del mundo.
En 1958 grabó su primer EP, previo a que en 1959 firmara contrato con la compañía Bel-Air. En 1965 inició una relación comercial con el sello discográfico Philips, donde realizó la mayor parte de sus grabaciones. Estuvo vinculado a esta compañía hasta 1993.
En 1968 logró la hazaña originada en el Festival de Eurovisión: la versión original, L'amour est bleu, cantada por Vicky Leandros, obtuvo el cuarto puesto de Luxemburgo en el concurso de 1967. El álbum de arreglos de música instrumental de Mauriat encabezó las listas de éxitos de ese año y vendió alrededor de dos millones de copias. Con su orquesta también llegó al número 1 con Blooming Hits.
En los años 70 tuvo otros dos éxitos estadounidenses, "Love in Every Room" y "Chitty Chitty Bang Bang", ambos menores. A pesar de que la popularidad de Mauriat disminuyó continuó vendiendo en todo el mundo de manera respetable, particularmente en Europa. Después de los años 80, el autor ralentizó la publicación de grabaciones a medida que su audiencia occidental disminuía. En cambio, encontró seguidores leales en Extremo Oriente. Realizó giras por Rusia, China y Japón hasta 1998, cuando el director, con 73 años, realizó su última actuación al frente de su orquesta. Fue en Osaka
Un año más tarde, en 1999, el ex pianista principal Gilles Gambus se convertiría en director de la orquesta. Cumplidos los 75 años, Mauriat tomó la decisión de encargar la dirección de su orquesta a uno de sus músicos, Gilles Gambus, luego de declarar en una entrevista que tenía un mal incurable: el perfeccionismo, por lo que ya no se sentía en condiciones para seguir entregando obras de la misma manera en que lo había hecho antes.
Durante su último concierto, en Japón, en 1998, titulado 'Sayonara Concert', interpretó algunos de sus grandes éxitos, como 'Space race', 'Invitation to the dance', 'Caravan', 'Dolls and dreams', 'Toccata' y 'Penelope', entre otros.
En 2005 el trompetista francés Jean-Jacques Justafre recibiría la batuta. Finalmente, a la edad de 81 años, la vida del compositor y director de orquesta francés llegó a su fin, el 3 de noviembre de 2006, en Perpiñán, Francia.
Para los aficionados a la radio, merece la pena mencionar que la sintonía de inicio del veterano programa de Radio 3 (RNE) Flor de Pasión es un tema de Serge Gainsbourg grabado por Paul Mauriat, "Attends ou va-ten". En la actualidad su música se encuentra en la programación de Radio 620 (de México) del Grupo Radio Centro, en el programa El catálogo de la música que llegó para quedarse.
Su canción Love is blue llegó a ser un gran éxito en Estados Unidos en 1968. Fue el segundo tema instrumental en alcanzar el número uno del ranking Billboard, después de Telstar de The Tornados, en 1963. Gracias a ella, Mauriat es el único francés en haber logrado ser número uno en ventas en Estados Unidos durante cinco semanas. Al terminar 1968,  Love is blue se situó como el segundo disco sencillo del año, únicamente superado por el de The Beatles titulado Hey Jude.

## Muerte
El 3 de noviembre de 2006, Paul Mauriat murió en Perpiñán, Pirineos Orientales, Francia, a la edad de 81 años.

## Discografía (Paul Mauriat)
| - Paris by Night (1961) - Plays Standards (1963) - Paul Mauriat Joue pour les Enfants (1963) - Album No 1 (1965) - Russie De Toujours (1965) - Album No 2 (1965) - Album No 3 (1966) - Prestige de Paris (1966) - Album No 4 (1966) - Bang, Bang (1966) - Prevailing Airs (1967) - Gone is Love (1967) - Doing My Thing (1967) - More Mauriat (1967) - Mauriat Magic (1967) - Album No 5 (1967) - Noëls (1967) - Album No 6 (1967) - Love Is Blue (1968) - Viva Mauriat (1968) - Mauriat Slows (1968) - Rain and Tears (1968) - Cent Mille Chansons (1968) - Rhythm and Blues (1968) - Je T'aime...Moi Non Plus (1969) - Un Jour, Un Enfant (1969) - Vole, Vole, Farandole (1969) - Paul Mauriat Joue Chopin (1970) - C'est La Vie... Lily (1970) - Gone is Love (1970) - Comme J'ai Toujours Envie D'aimer (1970) - Paloma Embriagada (1970) - Un Banc, Un Arbre, Une Rue (1971) - Mamy Blue (1971) - Penelope (1971) - El Cóndor Pasa (1971) - Tombe La Neige (1971) - Apres Toi (1972) - L'Avventura (1972) - Last Summer Day (1972) - Paul Mauriat Joue Les Beatles (1972) | - Le Lac Majeur (1972) - Forever and Ever (1973) - Nous Irons à Vérone (1973) - Last Tango In Paris (1973) - Good bye, My Love, Good bye (1973) - White Christmas (1973) - Viens ce Soir (1974) - Retalhos de Cetim (1974) - Je Pense à Toi (1974) - Le Premier Pas (1974) - I Won't Last a Day Without You (1974) - Have You Never Been Mellow? (1974) - L'Été Indien (1975) - Entre Dos Aguas (1975) - The Best of Paul Mauriat - 10 Years with Philips (1975) - From Souvenirs to Souvenirs (1975) - Lili Marlene (1975) - Stereo Spectacular (1975) - Love Sounds Journey (1976) - Michelle (1976) - Love Is Still Blue (1976) - Il Était une Fois... Nous Deux (1976) - Chanson D'amour (1977) - C'est La Vie (1977) - Hymne à l'Amour (1977) - Brasil Exclusivamente (1977) - L'Oiseau et l'Enfant (1977) - Overseas Call (1978) - Dans les Yeux d'Émilie (1978) - Brasil Exclusivamente Vol. 2 (1978) - Too Much Heaven (1979) - Nous (1979) - Copacabana (1979) - Aerosong (1980) - Chromatic (1980) - Brasil Exclusivamente Vol. 3 (1980) - Reality (1981) - Roma dalla Finestra (1981) - Pour Le Plaisir (1981) - Je n'Pourrais Jamais t'Oublier (1981) | - Tout Pour Le Musique (1982) - Magic (1982) - I Love Breeze (1982) - Descendant Of The Dragon (1982) - Wild Spring (1983) - Summer Has Flown (1983) - Olive Tree (1984) - Piano Ballade (1984) - The Seven Seas (1984) - Chromatic (1984) - Transparence (1985) - The Best of Paul Mauriat 2 - 20 Years with Philips (1985) - Classics In The Air (1985) - Windy (1986) - Classics In The Air 2 (1986) - Song For Taipei (1986) - Classics In The Air 3 (1987) - Nagekidori (1987) - Best Of France (1988) - The Paul Mauriat Story (1988) - Serenade (1989) - Iberia (1989) - Remember (1990) - You Don't Know Me (1990) - Gold Concert (1990) - Retrospective (1991) - Nostal Jazz (1991) - Emotions (1993) - The Color Of The Lovers (1994) - Now And Then (1994) - Soundtracks (1995) - Quartet For Kobe (1995) - Escapades (1996) - Cri D'amour (1996) - 30th Anniversary Concert (1996) - Romantic (1997) - Sayonara Concert (1998) - I Will Follow Him (2000) - All The Best (2003, In China) - Blooming Hits (2006, Universal Music Enterprises, a Division of UMG Recordings, Inc., Santa Mónica, CA) - Paul Mauriat Boxsets Vol 3 & 4 (2007, Universal Music, Japan) |